# Mateusz Podborączyński
Mateusz Podborączyński (ur. 16 lutego 1998 w Kędzierzynie-Koźlu) – polski siatkarz, grający na pozycji libero.
Jego przygoda ze sportem rozpoczęła się w szkole podstawowej, gdzie przez 6 lat trenował pływanie. Następnie trafił do klasy siatkarskiej w Publicznym Gimnazjum nr 5 w Kędzierzynie-Koźlu. Początkowo nikt nie wróżył mu przyszłości w tej dyscyplinie ze względu na niewysoki wzrost. Jednak nie przejmował się tym. Siatkówka tak go pochłonęła, że chętnie grał i trenował. Pierwszy rok liceum spędził w Nysie, reprezentując barwy tamtejszego AZS-u. Po roku wrócił do Kędzierzyna-Koźla i to właśnie w swoim rodzinnym mieście osiągnął największe młodzieżowe sukcesy. 
27 lipca 2017 roku razem z Adamem Lorencem zostali Mistrzami Polski w siatkówce plażowej juniorów. Obaj, także 28 sierpnia 2023 roku zajęli 2. miejsce w mistrzostwach Polski w siatkówce plażowej.

## Sukcesy klubowe
II liga:
- 2019[9], 2024[10]

Mistrzostwo Anglii:
- 2020[11]